# Molepolole
Molepolole is het grootste dorp van Botswana en vormt onderdeel van het gebied van de Bakwena-stam, een van de belangrijkste bevolkingsgroepen van het land. Het uitgestrekte bergdorp bevindt zich op ongeveer 50 kilometer ten westen van de hoofdstad Gaborone en vormt de hoofdplaats van het district Kweneng. Met 54.561 inwoners (volkstelling 2001) is het na Gaborone en Francistown de derde plaats van Botswana en een van de grootste traditionele dorpen van Afrika. In 1991 telde het nog 36.930 inwoners. 
Rond de plaats zijn resten gevonden van bewoning in de ijzertijd rond 420 n.Chr. In de 18e eeuw vestigden de Kwena zich in en rond Molepolole.
De plaats trekt veel toeristen, daar zij een toegangspoort vormt voor tochten naar de Kalahariwoestijn. De plaats heeft een grote traditionele raad (kgotla). Ook het Scottish Livingstone-ziekenhuis, een van de grootste ziekenhuizen van het land, bevindt zich in de plaats. Het Sechele-museum in de stad bevat collecties over het huidige en vroegere Botswana.
Vier kilometer ten zuiden van de plaats bevindt zich de Legaga la ga Kobokwe (of Livingstonegrot), waar David Livingstone zou hebben verbleven met de lokale koning (kgosi) Sechele I (heerste van 1829-1892) in een succesvolle poging om hem tot het christendom te bekeren. De huidige leider van de Bakwena is sinds 2002 Kgari Bonewamang Sechele III.

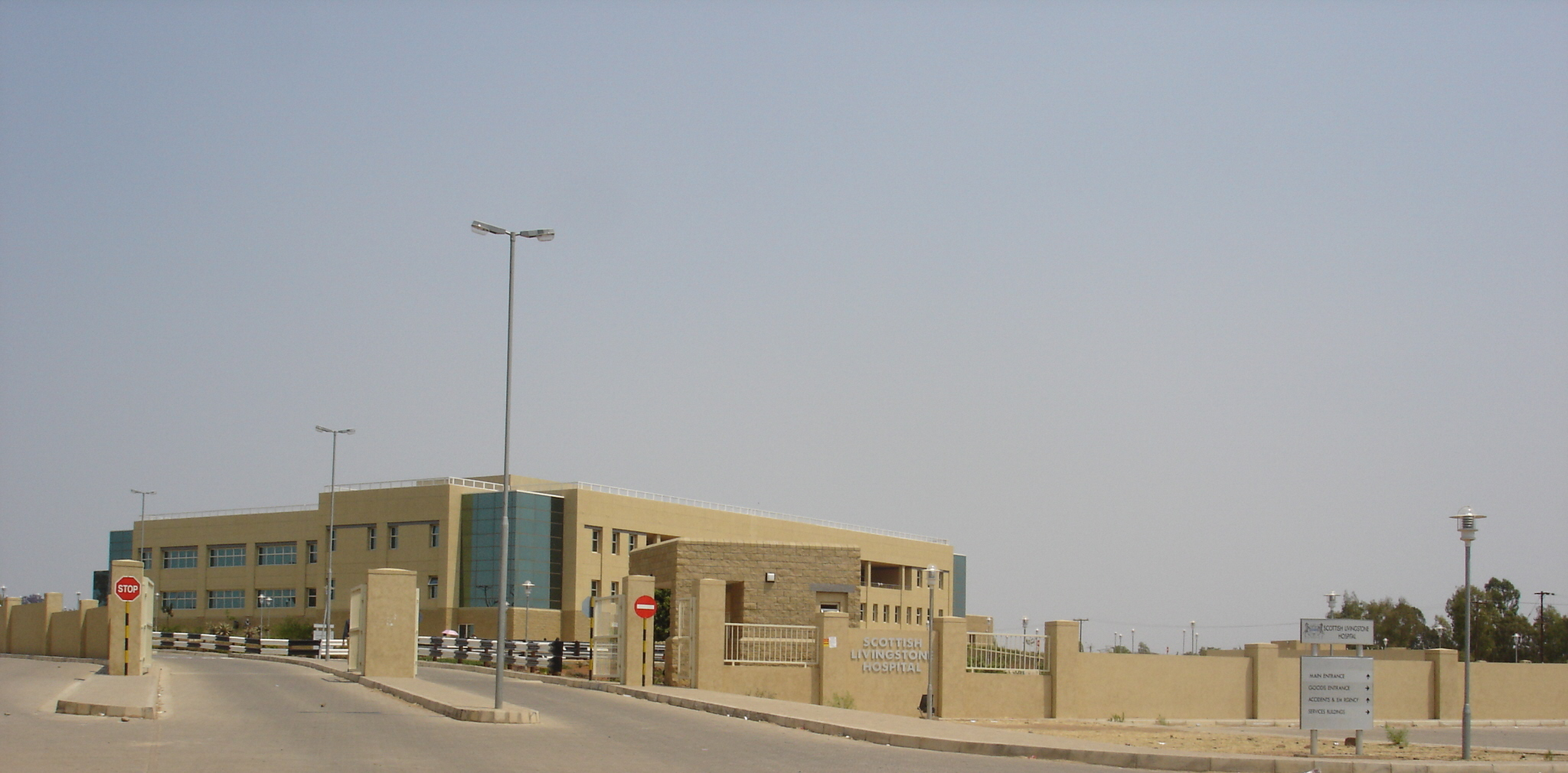
Scottish Livingstone-ziekenhuis
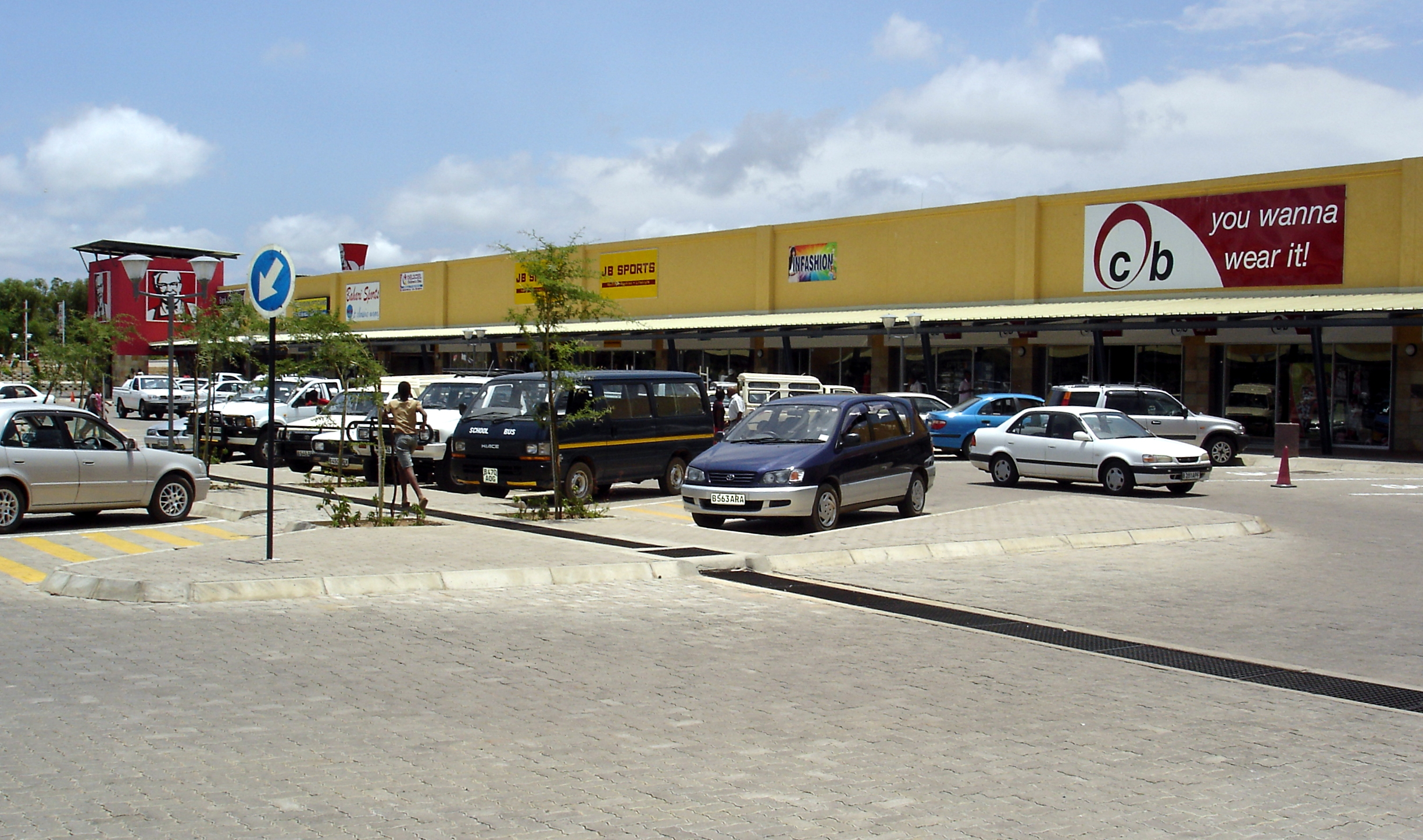
Winkelcentrum van Molepolole